# Feldstärke
Die Feldstärke ist eine physikalische Größe zur Beschreibung von Feldern. Die Bezeichnung Feldstärke ist insbesondere bei Vektorfeldern wie etwa elektrischen und magnetischen  Feldern  gebräuchlich. Hier kann die Feldstärke anschaulich definiert werden über die Kraftwirkung, die das Feld auf einen Probekörper ausübt.
In klassischen Feldtheorien werden Feldstärken durch Vektoren bzw. Tensoren oder allgemeiner durch Differentialformen beschrieben; gelegentlich wird auch der Betrag oder – speziell zur Charakterisierung elektrischer Wechselfelder – der Effektivwert eines Feldstärkevektors als Feldstärke bezeichnet. In Quantenfeldtheorien werden Feldstärken als quantenmechanische Observablen behandelt und daher als Operatoren dargestellt.
Auch die vier Grundkräfte der Physik werden in Feldtheorien mit dem Feldstärkebegriff beschrieben. In heutigen (2017) Theorien wird die Feldstärke als die Krümmung eines Eichpotentials definiert. 
Die räumliche Verteilung und die zeitliche Entwicklung der Feldstärke ergeben sich aus Feldgleichungen, die den Zusammenhang zwischen Feldstärke, Wechselwirkungen innerhalb des betrachteten physikalischen Systems und äußeren Quelltermen, z. B. Ladungen, Strömen oder Massen, abbilden.

## Operationale Definition
Die operationale Definition (und damit die praktische Messvorschrift) der Feldstärke basiert auf der Kraftwirkung, die das Feld auf einen Probekörper ausübt. Die Feldstärken der schwachen und der starken Wechselwirkung sind keine direkt messbaren Größen, daher gibt es für sie keine operationale Definition.

### Elektrische Feldstärke

Feldstärkevektoren eines elektrischen Feldes an ausgewählten Punkten. Die Vektoren zeigen weg von der positiven Ladung (rot), hin zur negativen Ladung (grün). Ihre Länge ist ein Maß für die lokale Feldstärke.

Trägt ein ruhender Körper die Ladung {\displaystyle q} und erfährt eine elektrische Kraft {\displaystyle {\vec {F}}}, dann herrscht an dieser Stelle die elektrische Feldstärke
{\displaystyle {\vec {E}}={\frac {\vec {F}}{q}}}.
Die elektrische Feldstärke kann in den Einheiten Newton ({\displaystyle \mathrm {N} }) pro Coulomb ({\displaystyle \mathrm {C} }) oder Volt ({\displaystyle \mathrm {V} }) pro Meter ({\displaystyle \mathrm {m} }) angegeben werden:
{\displaystyle [E]=\mathrm {{\frac {N}{C}}={\frac {V}{m}}} }

### Magnetfeld
Die Bezeichnung der vektoriellen magnetischen Feldgrößen ist historisch bedingt nicht konsistent zur ansonsten durchgängigen Verwendung des Begriffes Feldstärke. Das magnetische Analogon zur elektrischen Feldstärke {\displaystyle {\vec {E}}} ist nicht die magnetische Feldstärke {\displaystyle {\vec {H}}}, sondern die als magnetische Flussdichte bezeichnete Größe {\displaystyle {\vec {B}}}. Daher sind in dem elektromagnetischen Feldstärketensor {\displaystyle \,F^{\mu \nu }} physikalisch sinnvoll, aber sprachlich inkonsequent die elektrische Feldstärke {\displaystyle {\vec {E}}} und die magnetische Flussdichte {\displaystyle {\vec {B}}} als physikalische Größen zusammengefasst. Einige Autoren weichen auch von der IUPAP-Empfehlung ab und verwenden für {\displaystyle {\vec {B}}} den Begriff „magnetische Feldstärke“.
Die magnetische Flussdichte {\displaystyle {\vec {B}}} ist durch die Lorentzkraft {\displaystyle {\vec {F}}} definiert, die eine Ladung {\displaystyle q} erfährt, die sich mit der Geschwindigkeit {\displaystyle {\vec {v}}} in einem Magnetfeld bewegt:
{\displaystyle {\vec {F}}=q\left({\vec {v}}\times {\vec {B}}\right).}
Die SI-Einheit von {\displaystyle {\vec {B}}} ist das Tesla mit dem Einheitenzeichen T:
{\displaystyle \left[B\right]={\frac {\mathrm {N} }{\mathrm {Am} }}=\mathrm {T} }

### Gravitationsfeldstärke
Die Gravitationsfeldstärke {\displaystyle {\vec {g}}} ist die Größe, die man erhält, wenn man die in einem Gravitationsfeld wirkende Kraft {\displaystyle {\vec {F}}} auf eine Probemasse  durch die Masse {\displaystyle m_{\mathrm {P} }} der Probemasse teilt:
{\displaystyle {\vec {g}}={\frac {1}{m_{\mathrm {P} }}}{\vec {F}}}
Für das Gravitationsfeld ist die Gravitationsfeldstärke an einem Ort unter bestimmten Voraussetzungen dasselbe wie die an diesem Ort gültige Schwerebeschleunigung.
Die Einheit der Gravitationsfeldstärke kann, wie bei der Beschleunigung, angegeben werden in Meter pro Sekunde zum Quadrat ({\displaystyle \mathrm {m} /\mathrm {s^{2}} }) oder, bei Interpretation als Kraftfeld, in Newton pro Kilogramm ({\displaystyle \mathrm {N} /\mathrm {kg} }):
{\displaystyle [g]=\mathrm {{\frac {m}{s^{2}}}={\frac {N}{kg}}} }

## Die Feldstärke als Krümmung eines Eichpotentials
In modernen Feldtheorien, z. B. der Yang-Mills-Theorie, wird die Feldstärke nicht operational definiert, sondern mathematisch aus den Grundgleichungen der Theorie abgeleitet. In diesen Theorien ist die Feldstärke als die Krümmung eines Eichpotentials definiert. Durch diese Definition ist die Feldstärke bei gegebenem Eichpotential eindeutig bestimmt, hingegen ist die umgekehrte Zuordnung der Feldstärke zum Eichpotential nicht eindeutig, die Wirkung und die Feldstärke sind invariant unter Eichtransformationen des Eichpotentials.
Da die elektromagnetische Feldstärke und die Gravitationsfeldstärke direkt messbar sind, wurde bis in die 1960er Jahre die Feldstärke als die physikalisch relevanteste Feldgröße angesehen. Heute betrachten aber viele Feldtheoretiker das Eichpotential gegenüber der Feldstärke als die fundamentalere Größe. Ein Grund dafür sind physikalische Effekte wie der Aharonov-Bohm-Effekt, der sich nur durch das magnetische Vektorpotential und nicht durch den Feldstärketensor beschreiben lässt. Auch äußern sich die für die Formulierung der Eichtheorien grundlegenden Eichsymmetrien nur auf Ebene der Eichpotentiale und nicht auf Ebene der Feldstärke.